# 白劳易
路易-埃米尔·贝尔坦（法語：Louis-Émile Bertin，法語發音：[lwi emil bɛʁtɛ̃]；1840年3月23日—1924年10月22日），汉名白劳易，法国军舰设计师，海军新生学派的支持者。曾设计松岛级防护巡洋舰。

## 生平

### 早年
白劳易，1840年3月23日出生于法国南锡。1858年入读巴黎综合理工学院。
1871年，白劳易获得法學博士学位。

### 在日本
1885年，日本政府高薪聘请白劳易担任日本海军省顾问、海军工厂总监督官、舰政本部特任少将。白劳易在日工作的1886-1890（其中续约1年）年间，白劳易替日本设计了多艘战舰，其中最著名的即为松岛级防护巡洋舰（三景舰），設計時以北洋水師的定遠、鎮遠艦為假想敵。然而三景舰的主炮射速低，又因炮大船小，在黄海海战中三景舰主炮總共只發射了十三次，無一命中。此外白劳易監造了吳海軍工廠，又整頓佐世保海軍工廠，因此在1890年获得日方颁发的旭日章。